# Bầu cử Quốc hội Hungary 2010
Bầu cử Quốc hội được tổ chức tại Hungary vào ngày 11 và 25 tháng 4 năm 2010, là cuộc bầu cử tự do thứ sáu kể từ khi chế độ cộng sản sụp đổ. 386 nghị sĩ Quốc hội được bầu theo hệ thống đại diện tỷ lệ kết hợp đơn vị bầu cử. Ứng cử viên nghị sĩ Quốc hội phải nhận được ít nhất 500 chữ ký đề cử.
Kết quả bầu cử cho thấy liên minh Fidesz và Đảng Nhân dân Dân chủ Kitô giáo giành được hai phần ba số ghế để tự thành lập chính phủ và sửa đổi hiến pháp.

## Bối cảnh
Cuộc bầu cử Quốc hội năm 2010 diễn ra trước bối cảnh bất mãn dư luận lớn đối với Đảng Xã hội Hungary, đảng cầm quyền từ năm 2002, sau khi Thủ tướng Ferenc Gyurcsány thừa nhận trong một bài phát biểu kín với các đảng viên rằng ông đã lừa dối công chúng trong cuộc bầu cử Quốc hội năm 2006 để thắng cử. Bài phát biểu Őszöd dẫn đến các cuộc biểu tình, bạo loạn trên cả nước, làm 150 người bị thương.

## Thăm dò ý kiến
| Tổ chức            | Thời gian            | Fidesz-KDNP | Đảng Xã hội Hungary | Jobbik | Diễn đàn Dân chủ Hungary | LMP – Đảng Xanh Hungary | Liên minh Dân chủ Tự do | Đảng Nhân dân Dân chủ Kitô giáo | Đảng khác |
| Medián             | 25 tháng 11 năm 2009 | 66          | 19                  | 10     | 2                        | 1                       | 1                       | n/a                             | 1         |
| Tárki              | 25 tháng 11 năm 2009 | 68          | 17                  | 11     | 1                        | 1                       | 1                       | 2                               | n/a       |
| Századvég-Forsense | 26 tháng 11 năm 2009 | 59          | 20                  | 12     | 3                        | 3                       | 1                       | n/a                             | 3         |
| Tárki              | 16 tháng 12 năm 2009 | 63          | 19                  | 12     | 1                        | 3                       | 1                       | n/a                             | n/a       |
| Századvég-Forsense | 21 tháng 12 năm 2009 | 64          | 17                  | 9      | 3                        | 2                       | 0                       | n/a                             | 4         |
| Medián             | 25 tháng 12 năm 2009 | 61          | 23                  | 9      | 2                        | 1                       | 1                       | n/a                             | 3         |
| Szonda Ipsos       | 17 tháng 1 năm 2010  | 63          | 21                  | 12     | 2                        | n/a                     | 1                       | 0                               | 1         |
| Forsense           | 21 tháng 1 năm 2010  | 59          | 17                  | 15     | 5                        | 3                       | n/a                     | n/a                             | n/a       |
| Medián             | 21 tháng 1 năm 2010  | 65          | 19                  | 10     | 3                        | 1                       | 0                       | n/a                             | 2         |
| Századvég-Kód      | 26 tháng 1 năm 2010  | 59          | 23                  | 10     | 4                        | 2                       | 1                       | 1                               | n/a       |
| Tárki              | 27 tháng 1 năm 2010  | 62          | 22                  | 11     | 3                        | 1                       | 1                       | n/a                             | n/a       |
| Szonda Ipsos       | 12 tháng 2 năm 2010  | 58          | 22                  | 14     | 2                        | 1                       | 1                       | 0                               | 3         |
| Századvég-Kód      | 18 tháng 2 năm 2010  | 58          | 23                  | 10     | 5                        | 3                       | 1                       | -                               | -         |
| Forsense           | 22 tháng 2 năm 2010  | 59          | 18                  | 14     | 2                        | 5                       | 0                       | n/a                             | 1         |
| Medián             | 24 tháng 2 năm 2010  | 63          | 18                  | 15     | 2                        | 1                       | n/a                     | n/a                             | 1         |
| Tárki              | 3 tháng 3 năm 2010   | 61          | 22                  | 11     | 2                        | 3                       | n/a                     | n/a                             | 1         |
| Szonda Ipsos       | 11 tháng 3 năm 2010  | 57          | 20                  | 17     | 1                        | 3                       | 1                       | 0                               | 1         |
| Nézőpont Intézet   | 14 tháng 3 năm 2010  | 53          | 12                  | 12     | 2                        | 2                       | n/a                     | n/a                             | 0         |
| Medián             | 17 tháng 3 năm 2010  | 57          | 21                  | 18     | 1                        | 2                       | n/a                     | n/a                             | 1         |
| Szonda Ipsos       | 18 tháng 3 năm 2010  | 64          | 12                  | 13     | 3                        | 5                       | n/a                     | n/a                             | 3         |
| Gallup             | 25 tháng 3 năm 2010  | 67          | 15                  | 14     | 1                        | 4                       | n/a                     | n/a                             | 0         |
| Századvég-Kód      | 29 tháng 3 năm 2010  | 59          | 16                  | 17     | 3                        | 3                       | n/a                     | n/a                             | n/a       |

## Kết quả

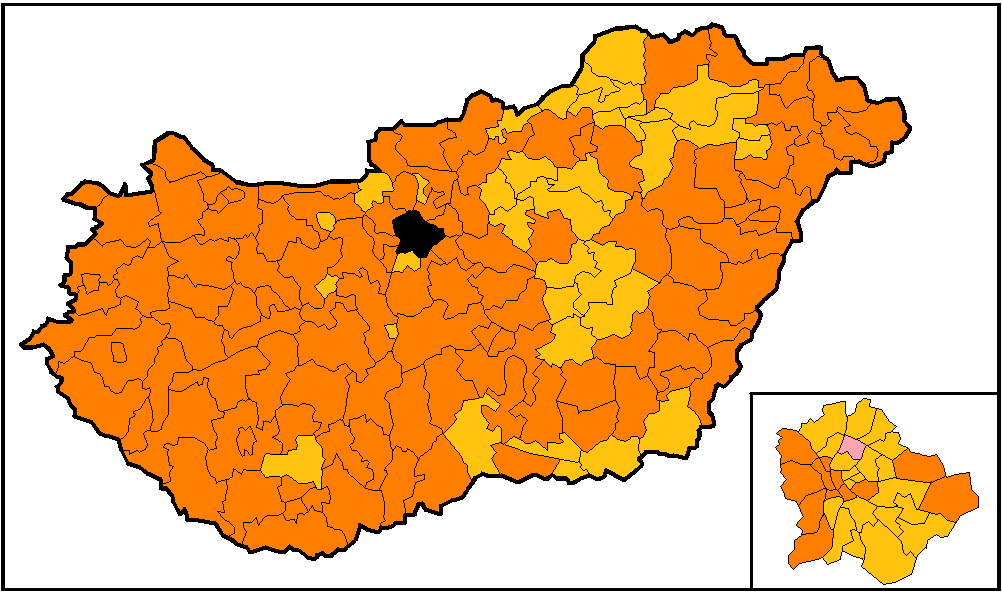
Kết quả vòng 1: ứng cử viên về nhất theo đảng tại các đơn vị bầu cử một thành viên:██ = Fidesz-KDNP giành được quá nửa số phiếu bầu (119)██ = Fidesz-KDNP giành được số phiếu bầu cao nhất (56)██ = Đảng Xã hội Hungary giành được số phiếu bầu cao nhất (1)

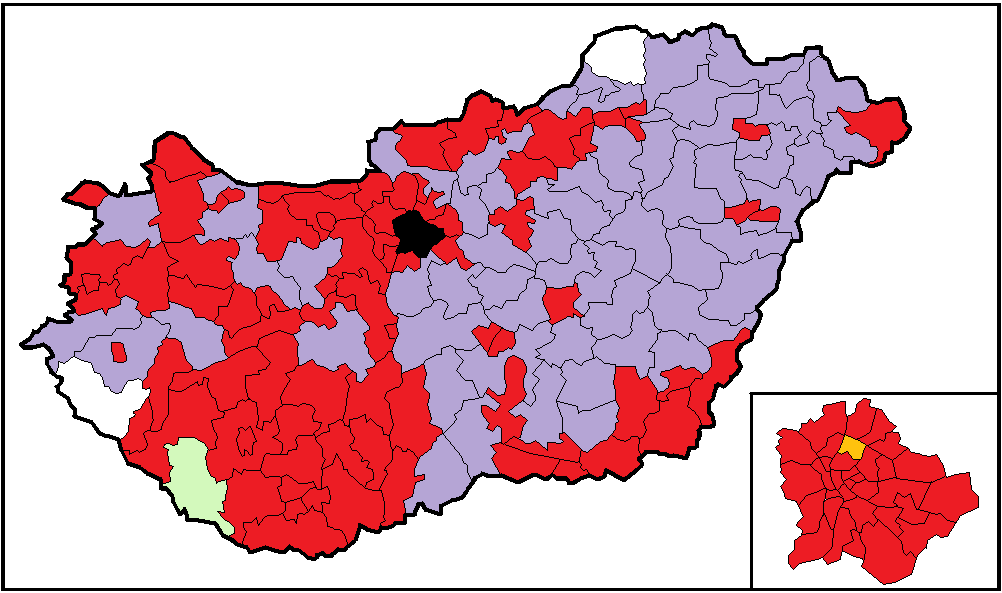
Kết quả vòng 1: ứng cử viên về nhì theo đảng tại các đơn vị bầu cử một thành viên██ = Đảng Xã hội Hungary (112)██ = Jobbik (60)██ = Hiệp hội Somogy (1)██ = Fidesz-KDNP (1)██ = ứng cử viên độc lập (2)

|                                                      |                                                                |                |                |                |                        |                        |                        |           |           |      |     |     |
| Đảng                                                 | Đảng                                                           | Đại diện tỷ lệ | Đại diện tỷ lệ | Đại diện tỷ lệ | Đơn vị bầu cử (vòng 1) | Đơn vị bầu cử (vòng 1) | Đơn vị bầu cử (vòng 1) | Ghế       | Ghế       | Ghế  | Ghế | Ghế |
| Đảng                                                 | Đảng                                                           | Phiếu bầu      | %              | Ghế            | Phiếu bầu              | %                      | Ghế                    | Toàn quốc | Tổng cộng | +/–  |     |     |
|                                                      | Fidesz-KDNP                                                    | 2.706.292      | 52.73          | 87             | 2.732.965              | 53.43                  | 119                    | 3         | 262       | +99  |     |     |
|                                                      | Đảng Xã hội Hungary                                            | 990.428        | 19.30          | 28             | 1.088.374              | 21.28                  | 0                      | 29        | 59        | –131 |     |     |
|                                                      | Jobbik                                                         | 855.436        | 16.67          | 26             | 836.774                | 16.36                  | 0                      | 21        | 47        | +47  |     |     |
|                                                      | LMP – Đảng Xanh Hungary                                        | 383.876        | 7.48           | 5              | 259.220                | 5.07                   | 0                      | 11        | 16        | +16  |     |     |
|                                                      | Diễn đàn Dân chủ Hungary                                       | 136.895        | 2.67           | 0              | 72.768                 | 1.42                   | 0                      | 0         | 0         | –11  |     |     |
|                                                      | Phong trào Công dân                                            | 45.863         | 0.89           | 0              | 34.938                 | 0.68                   | 0                      | 0         | 0         | Mới  |     |     |
|                                                      | Đảng Công nhân Hungary                                         | 5.606          | 0.11           | 0              | 5.668                  | 0.11                   | 0                      | 0         | 0         | 0    |     |     |
|                                                      | Đảng Dân chủ Xã hội Hungary                                    | 4.117          | 0.08           | 0              | 3.156                  | 0.06                   | 0                      | 0         | 0         | Mới  |     |     |
|                                                      | Unity Party                                                    | 2.732          | 0.05           | 0              | 3.422                  | 0.07                   | 0                      | 0         | 0         | Mới  |     |     |
|                                                      | Đảng Công lý và Sự sống Hungary                                | 1.286          | 0.03           | 0              | 2.345                  | 0.05                   | 0                      | 0         | 0         | 0    |     |     |
|                                                      | Diễn đàn Dân chủ Hungary–Liên minh Dân chủ Tự do               |                |                |                | 12.652                 | 0.25                   | 0                      | 0         | 0         | –    |     |     |
|                                                      | Fidesz–Đảng Nhân dân Dân chủ Kitô giáo–Đảng Doanh nhân         |                |                |                | 10.661                 | 0.21                   | 0                      | 0         | 1         | –    |     |     |
|                                                      | Association for Somogy                                         |                |                |                | 7.470                  | 0.15                   | 0                      | 0         | 0         | –1   |     |     |
|                                                      | Diễn đàn Dân chủ Hungary–Összefogás Megyénkért                 |                |                |                | 4.052                  | 0.08                   | 0                      | 0         | 0         | –    |     |     |
|                                                      | Torgyán-Kisgazda-Koalíció                                      |                |                |                | 3.079                  | 0.06                   | 0                      | 0         | 0         | Mới  |     |     |
|                                                      | Đảng Xanh Tả                                                   |                |                |                | 1.425                  | 0.03                   | 0                      | 0         | 0         | Mới  |     |     |
|                                                      | Magyarok Egymásért Szövetsége                                  |                |                |                | 1.027                  | 0.02                   | 0                      | 0         | 0         | Mới  |     |     |
|                                                      | Forum of Hungarian Gypsy Organizations Roma Co-operation Party |                |                |                | 491                    | 0.01                   | 0                      | 0         | 0         | 0    |     |     |
|                                                      | Independent Smallholders Party                                 |                |                |                | 381                    | 0.01                   | 0                      | 0         | 0         | 0    |     |     |
|                                                      | Độc lập                                                        |                |                |                | 33.702                 | 0.66                   | 0                      | –         | 1         | +1   |     |     |
| Tổng cộng                                            | Tổng cộng                                                      | 5.132.531      | 100.00         | 146            | 5.114.570              | 100.00                 | 119                    | 64        | 386       | 0    |     |     |
|                                                      |                                                                |                |                |                |                        |                        |                        |           |           |      |     |     |
| Phiếu bầu hợp lệ                                     | Phiếu bầu hợp lệ                                               | 5.132.531      | 99.27          |                | 5.114.570              | 98.93                  |                        |           |           |      |     |     |
| Phiếu bầu không hợp lệ/trống                         | Phiếu bầu không hợp lệ/trống                                   | 37.908         | 0.73           |                | 55.428                 | 1.07                   |                        |           |           |      |     |     |
| Tổng cộng phiếu bầu                                  | Tổng cộng phiếu bầu                                            | 5.170.439      | 100.00         |                | 5.169.998              | 100.00                 |                        |           |           |      |     |     |
| Cử tri phiếu bầu đã đăng ký                          | Cử tri phiếu bầu đã đăng ký                                    | 8.034.394      | 64.35          |                | 8.034.394              | 64.35                  |                        |           |           |      |     |     |
| Nguồn: Văn phòng bầu cử quốc gia, Election Resources |                                                                |                |                |                |                        |                        |                        |           |           |      |     |     |

### Kết quả đại diện tỷ lệ theo hạt
| Bács-Kiskun            | 60.45 | 14.62 | 15.70 | 5.58  | 2.23 | 1.43 |  |  |  |
| Baranya                | 54.53 | 21.07 | 12.68 | 8.90  | 2.83 | –    |  |  |  |
| Békés                  | 53.20 | 18.45 | 19.21 | 5.21  | 2.05 | 1.89 |  |  |  |
| Borsod-Abaúj-Zemplén   | 45.87 | 18.90 | 27.20 | 4.20  | 1.84 | 1.98 |  |  |  |
| Budapest               | 46.32 | 25.33 | 10.84 | 12.81 | 4.70 | –    |  |  |  |
| Csongrád               | 50.72 | 20.38 | 15.93 | 7.66  | 2.57 | 2.75 |  |  |  |
| Fejér                  | 54.16 | 17.91 | 16.20 | 6.96  | 2.69 | 2.07 |  |  |  |
| Győr-Moson-Sopron      | 59.68 | 16.87 | 12.57 | 6.32  | 2.95 | 1.60 |  |  |  |
| Hajdu-Bihar            | 57.92 | 14.04 | 18.86 | 5.05  | 2.34 | 1.78 |  |  |  |
| Heves                  | 45.78 | 21.02 | 24.97 | 6.04  | 2.19 | –    |  |  |  |
| Jász-Nagykun-Szolnok   | 49.42 | 17.88 | 24.01 | 5.65  | 2.13 | 0.91 |  |  |  |
| Komárom-Esztergom      | 51.31 | 23.39 | 13.76 | 8.37  | 3.17 | –    |  |  |  |
| Nógrád                 | 51.84 | 20.39 | 20.82 | 5.57  | –    | 1.37 |  |  |  |
| Pest                   | 52.90 | 17.58 | 16.52 | 8.35  | 2.75 | 1.89 |  |  |  |
| Somogy                 | 59.63 | 19.74 | 14.23 | 6.39  | –    | –    |  |  |  |
| Szabolcs-Szatmár-Bereg | 53.84 | 14.84 | 23.64 | 2.86  | 1.81 | 3.01 |  |  |  |
| Tolna                  | 58.68 | 17.88 | 15.44 | 5.45  | 2.54 | –    |  |  |  |
| Vas                    | 62.77 | 16.96 | 12.09 | 6.37  | –    | 1.81 |  |  |  |
| Veszprém               | 56.79 | 18.81 | 14.66 | 7.15  | 2.59 | –    |  |  |  |
| Zala                   | 57.21 | 16.85 | 16.91 | 5.80  | 2.65 | 0.58 |  |  |  |
|                        |       |       |       |       |      |      |  |  |  |
| Tổng cộng              | 52.73 | 19.30 | 16.67 | 7.48  | 2.67 | 1.16 |  |  |  |

### Tỷ lệ cử tri đi bỏ phiếu
| 7:00  | 9:00   | 11:00  | 13:00  | 15:00  | 17:30  | Tổng cộng |
| ----- | ------ | ------ | ------ | ------ | ------ | --------- |
| 1,61% | 10,23% | 24,78% | 35,88% | 46,78% | 59,28% | 64,36%    |

| 7:00  | 9:00  | 11:00  | 13:00  | 15:00  | 17:30  | Tổng cộng |
| ----- | ----- | ------ | ------ | ------ | ------ | --------- |
| 1,36% | 8,50% | 19,37% | 27,11% | 33,54% | 41,89% | 46,52%    |